# Tragopogon conduplicatus
Tragopogon conduplicatus là một loài thực vật có hoa trong họ Cúc. Loài này được S.A.Nikitin miêu tả khoa học đầu tiên năm 1938.